# Pleurothallis drewii
Pleurothallis drewii är en orkidéart som beskrevs av Carlyle August Luer. Pleurothallis drewii ingår i släktet Pleurothallis och familjen orkidéer. Inga underarter finns listade i Catalogue of Life.